# Amélia da Lomba
Maria Amélia Barros Gomes da Lomba do Amaral, connue sous le nom d'Amélia da Lomba ou Amélia Dalomba, née le 23 novembre 1961 à Cabinda,  est une femme de lettres et journaliste angolaise. Elle a également été secrétaire de la Missão Internacionalista Angolana. De Lomba a reçu le Medalha da Ordem do Vulcão en 2005.

## Biographie
Elle est diplômée en psychologie à Moscou. De retour en Angola, elle travaille en tant que journaliste, travaillant pour la Emissora Provincial de Cabinda, la Rádio Nacional de Angola, et le Jornal de Angola à Luanda. Selon Luís Kandjimbo, elle appartient à un groupe de femmes écrivains contemporaines en Angola comme Ana Paula Tavares, Ana Santana et Lisa Castel, qu'il désigne comme la Génération des incertitudes (Geração das Incertezas), des écrivains qui expriment dans leurs œuvres, une mélancolie et une déception sur l'évolution politique et sociale de leur pays. Parmi ses œuvres peuvent être citées Ânsia (1995), Sacrossanto Refúgio (c.1995) et Noites ditas à chuva (Discours nocturnes à la pluie, 2005). Sa poésie est mentionnée dans des anthologies et des livres tels que Antologia da Poesia Feminina dos Palop (1998), Antologia do Mar na Poesia Africana de Língua Portuguesa do Século XX (2000), et Antologia O Amor tem Asa de Ouro. Elle est membre de l'Union des Écrivains Angolais (União dos Escritores Angolanos ou UEA)
Elle a publié des articles, mais aussi enregistré des CD de paroles et musiques angolaises Elle a également servi en tant que Secrétaire de la Missão Internacionalista Angolana. Elle a reçu la médaiille de l'Ordem do Vulcão remise par le Président du Cap-Vert en 2005.

## Œuvres choisies
- Ânsia, Poesia (1995)
- Sacrossanto Refúgio (1996)
- Espigas ne Sahel (2004)
- Noites Ditas à Chuva (2005)
- Sinal de Mãe nas Estrelas (2007)
- Aos Evp Pés Quanto Baloiça o Vento (2008)
- Cacimbo 2000 (2000)
- Nsinga - O Mar, aucun signe du zodiaque ne Laço (2012)
- Uma mulher ao relento (2011)